# Bosque bávaro

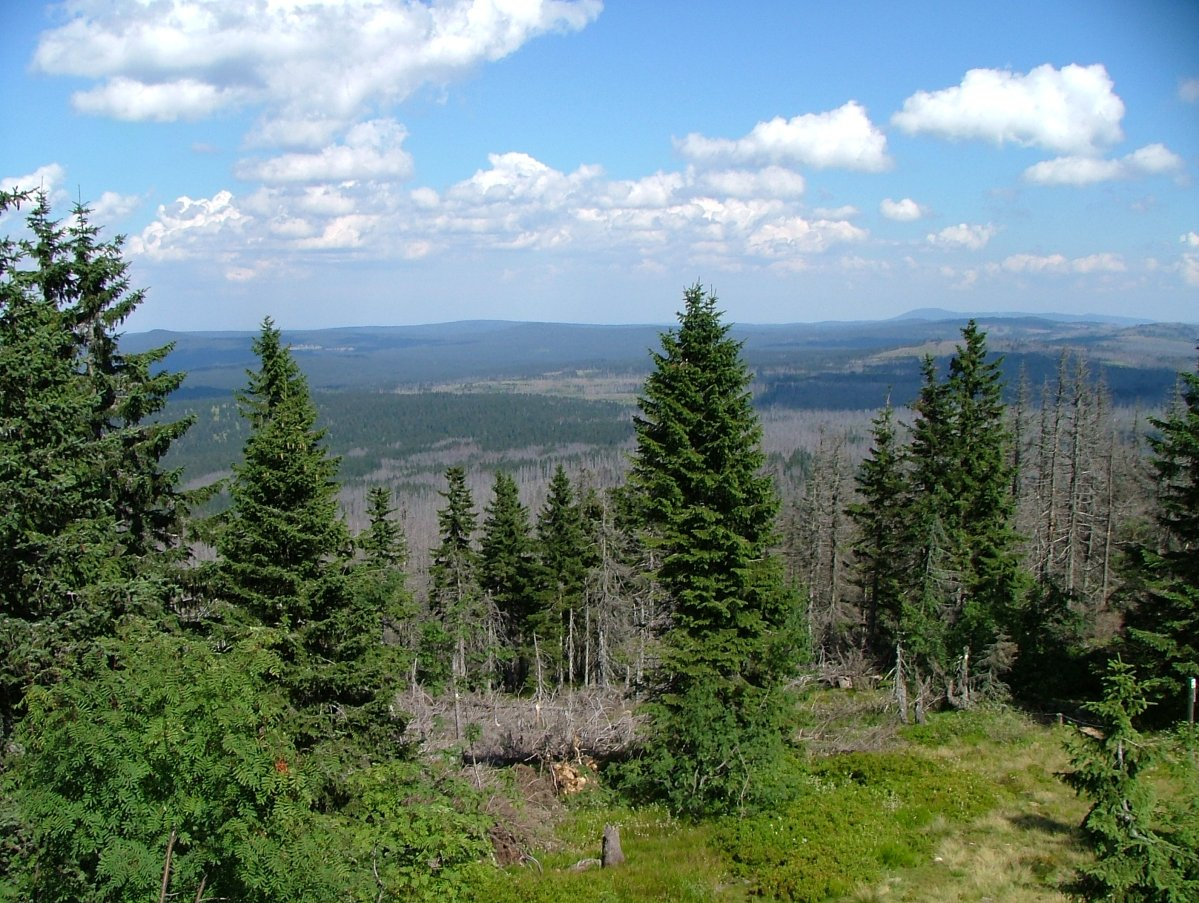
El Bosque bávaro.

El Bosque bávaro (en alemán: Bayrischer Wald, pronunciación: /ˈbaɪ̯ʁɪʃɐ valt/ⓘ) es un pequeño sistema montañoso alemán de media altitud localizado en el este del estado de Baviera.
El Bosque bávaro se extiende a través de la Baja Baviera y el Alto Palatinado. La vertiente suroriental desagua directamente en el Danubio y la vertiente noroccidental alimenta arroyos y ríos que drenan a través del río Regen y del río Ilz, que también desaguan a través del Danubio y acaban finalmente en el mar Negro. 
La sierra llega por el este hasta la frontera con la República Checa, donde se convierte en la selva de Bohemia. Su prolongación por el sureste hacia  Austria son el bosque Sauwald y el Mühlviertel. En el norte limita con el bosque del Alto Palatinado.
Las montañas más altas son el Großer Arber, con una altura de 1456 m, y el Großer Rachel, con 1453 m.
La parte oriental del Bosque bávaro fue declarada en 1970 como la primera reserva natural alemana, el parque nacional del Bosque Bávaro. En 1997 se amplió y junto con la reserva natural checa de la Selva de Bohemia (Šumava) forman hoy el bosque más grande de Europa. 
El término Bosque bávaro define solo los bosques entre el Danubio y el Regen en los mapas y diccionarios antiguos. La montaña más alta de ese Bosque bávaro antiguo era el Einödriegel. La parte anterior del bosque con las montañas Arber, Rachel, Lusen, etcétera, era considerada parte de la Selva de Bohemia. Sin embargo, a raíz de la Cortina de Hierro, el Bosque bávaro se convirtió en la denominación para toda la cadena montañosa en el territorio bávaro. 
El turismo es muy importante en el Bosque bávaro. Entre la naturaleza, los senderos y el bosque hay también muchas regiones para esquiar. Además, el Bosque bávaro es muy conocido en Europa por su arte del soplado del vidrio en la zona de Zwiesel.
Los autóctonos lo denominan simplemente «Woid» ("bosque", en bávaro) y se llaman a sí mismos «Waidler» ("gente del bosque", en bávaro).

## Geografía y geología

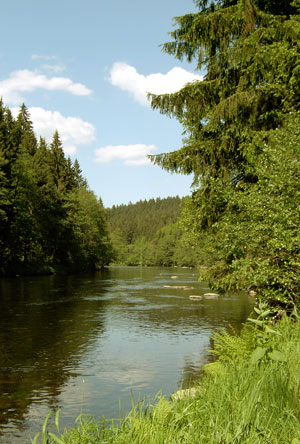
El río Regen.

La sierra bastante boscosa continúa, desde el punto de vista geológico y geográfico, hasta Bohemia y Austria. El Bosque Bávaro y el Bosque de Bohemia (Šumava en checo) forman junto al Oberpfälzer Wald, el Neuburger Wald y el Sauwald el territorio boscoso más grande de Europa. 

## Parque nacional
En el interior del Bosque bávaro, entre Lusen y Großer Falkenstein, queda el parque nacional del Bosque Bávaro, el primer parque nacional de Alemania. Fue fundado por el Estado Libre de Baviera en 1970 con un área de 130 km² y en 1997 fue ampliado con la región entre el Großer Rachel y Großer Falkenstein, en total 240 km². El parque nacional tiene una selva, pequeños lagos y pantanos que van desde los 700 m s. n. m. hasta 1450 m. Muchos animales habitan en la zona, entre ellos osos, linces, lobos, jabalíes, caballos y vacas salvajes.

## Reserva natural
La reserva natural Bosque bávaro abarca los territorios del Norte del Danubio hasta la frontera con la República Checa. Es administrada por la Asociación Reserva Natural Bosque Bávaro con sede en Zwiesel. Fue creada en 1967, por lo que es la reserva natural más antigua de Baviera. No se la debe confundir con el parque nacional Bosque bávaro.

## Montañas

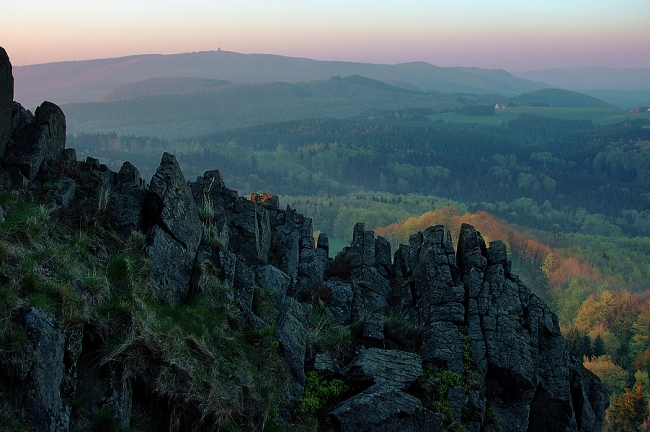
Wasserkuppe.

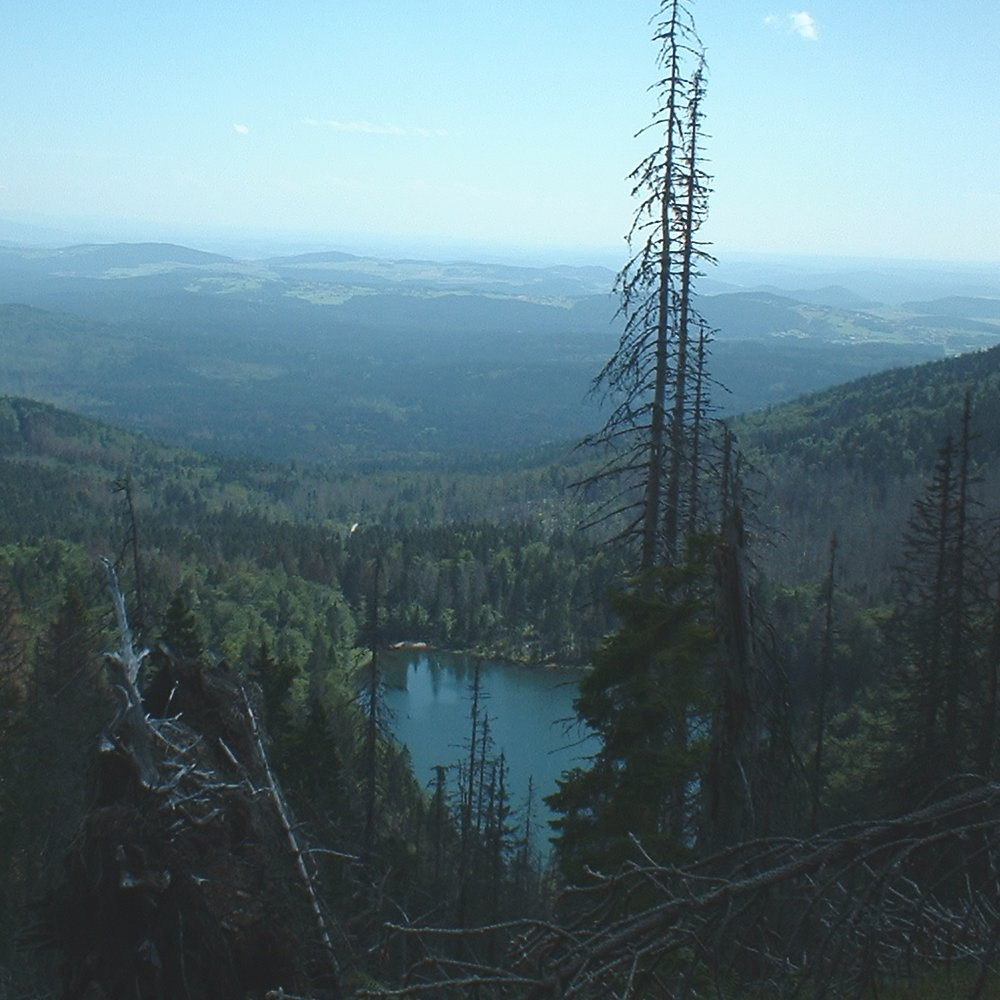
Lago Rachel.

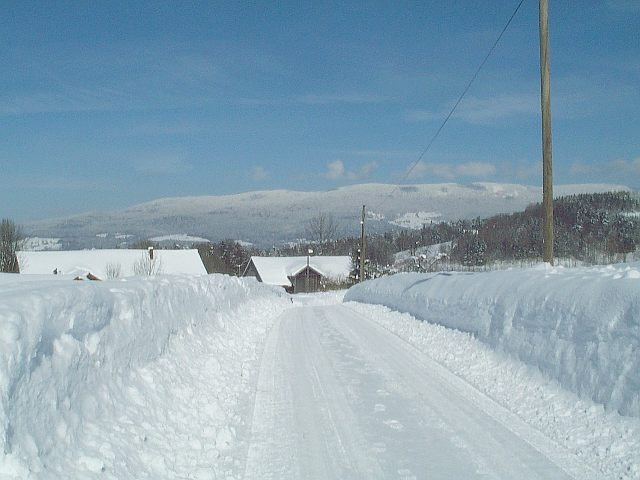
El Dreisessel en invierno.

- Almberg (1139 m)
- Alzenberg (1100 m)
- Großer Arber (1456 m)
- Kleiner Arber (1384 m)
- Aschenstein (945 m)
- Bernhardsnagel (896 m)
- Bistand (865 m)
- Büchelstein (831 m)
- Breitenauriegel (1114 m)
- Brotjacklriegel (1016 m)
- Burgstall (976 m)
- Dreisesselberg (1333 m)
- Dreitannenriegel (1092 m)
- Eckstein (1073 m)
- Eschenberg (1043 m)
- Einödriegel (1121 m)
- Enzian (1285 m)
- Großer Falkenstein (1315 m)
- Kleiner Falkenstein (1190 m)
- Farrenberg (1203 m)
- Friedrichsberg (934 m)
- Fürberg (880 m)
- Geißkopf (1097 m)
- Geißlstein (920 m)
- Geißriegel (1046 m)
- Grandelberg (1010 m)
- Gsengetstein (952 m)
- Guntherstein (796 m)
- Hahnenbogen (1257 m)
- Hahnenriegel (1108 m)
- Haibühler Spitz (1047 m)
- Haidel (1167 m)
- Harlachberger Spitz (913 m)
- Hausstein (917 m)
- Hennenkobel (965 m)
- Hessenstein (878 m)
- Heugstatt (1261 m)
- Hindenburgkanzel (1049 m)
- Hirschberg (1039 m)
- Hirschenstein (1095 m)
- Hochberg (942 m)
- Hochstein (Arnbruck) (1132 m)
- Hochzellberg (1208 m)
- Hoher Bogen (1079 m)
- Hoher Filzberg (1279 m)
- Hohlstein (1196 m)
- Hörndl (1015 m)
- Kaitersberg (1132)
- Kanzel (1011 m)
- Käsplatte (979 m)
- Kiesruck (1265 m)
- Knogl (1056 m)
- Kreuzfelsen (999 m)
- Kronberg (984 m)
- Lackenberg (1337 m)
- Lichtenberg (1030 m)
- Lusen (1373 m)
- Mittagsplatzl (1340 m)
- Mittagstein (1034 m)
- Mühlriegel (1080 m)
- Oberfrauenwald (948 m)
- Ödriegel (1156 m)
- Osser, Großer (1293 m)
- Osser, Kleiner (1266 m)
- Plattenhausenriegel (1376 m)
- Bayerischer Plöckenstein (1365 m)
- Predigtstuhl (1024 m)
- Pröller (1048 m)
- Großer Rachel (1453 m)
- Kleiner Rachel (1399 m)
- Rauchröhren (1045 m)
- Rauher Kulm (1050 m)
- Großer Riedelstein (1132 m)
- Riesberg (934 m)
- Rollmannsberg (1042 m)
- Rote Höhe (1050 m)
- Ruhmannsberg (863 m)
- Rukowitzberg (1269 m)
- Rusel (856 m)
- Schwarzeck (1238 m)
- Schwarzkopf (1060 m)
- Schwarzriegel (1079 m)
- Scheuereckberg (1196 m)
- Siebensteinkopf (1263 m)
- Silberberg (955 m)
- Staffelberg (793 m)
- Steinberg (830 m)
- Steinfleckberg (1341 m)
- Sternknöckel (818 m)
- Sulzberg (1146 m)
- Sulzriegel (1261 m)
- Teufelstisch (901 m)
- Vogelsang (1022 m)
- Wagensonnriegel (959 m)
- Wagnerspitze (1125 m)
- Waldhäuserriegel (1151 m)
- Wolfgangriegel (876 m)
- Zwercheck (1333 m)

## Literatura
- Karl-Friedrich Sinner, Günter Moser: Waldwildnis grenzenlos. Nationalpark Bayerischer Wald, Buch & Kunstverlag Oberpfalz, Amberg 2007, ISBN 3-935719-37-X